# Stortjärnen (Färila socken, Hälsingland, 687978-147224)
Stortjärnen är en sjö i Ljusdals kommun i Hälsingland och ingår i Ljusnans huvudavrinningsområde.